# 한국이산화탄소포집및처리연구개발센터
한국이산화탄소포집및처리연구개발센터(Korea Carbon Capture & Sequestration R&D Center ; KCRC)는 2011년 12월 22일 설립된 미래창조과학부 산하 이산화탄소 포집 및 처리기술 연구개발 전문기관이다. 정부에서는 '저탄소 녹색성장' 중점육성기술로 온실가스 감축을 위해 CCS 기술을 선정하여 '국가 CCS 종합추진계획'을 수립하고, 교육과학기술부는 이에 따라 세계 최고의 CCS 원천기술개발을 목표로 'Korea CCS 2020 사업'을 착수하여 이를 수행하기 위해 재단법인으로 KCRC를 설립했다. 대전광역시 유성구 가정로 152 한국에너지기술연구원 내에 위치하고 있다.

## 설립목적
- 대한민국의 CCS 연구역량을 결집하여 연구기반을 구축하고, CCS 원천기술 확보를 통해 세계 최고 수준의 CCS 기술강국으로 도약시키는데 중추적인 역할을 수행하기 위함이다.

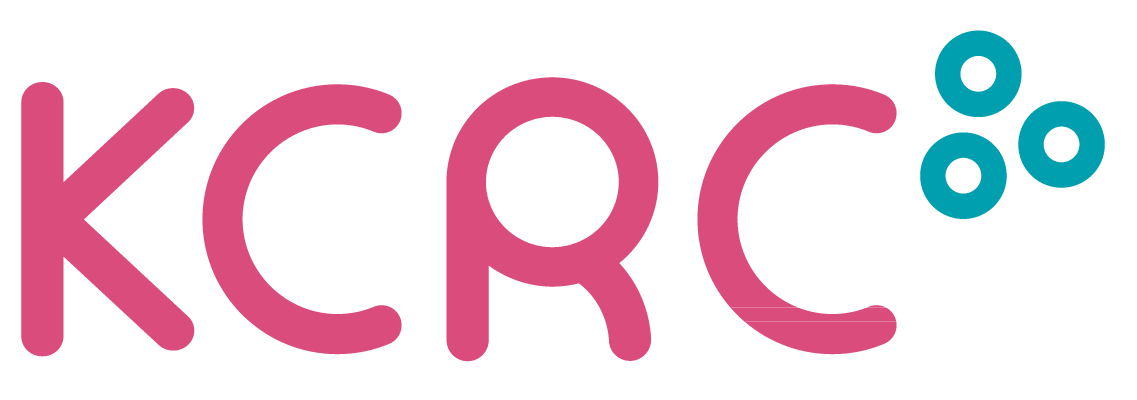

## 연혁
- 2010년 7월 1일 : 기획재정부 예비타당성조사 통과 (9년간 1,727억 지원)
- 2011년 9월 22일 : Korea CCS 2020 사업단(단장 박상도) 선정 (교육과학기술부 공고 제2011-438호)
- 2011년 11월 1일 : Korea CCS 2020 사업 1단계 1차년도 사업 착수 (연구기간 : '11.11.01~'12.05.31, 7개월)
- 2011년 12월 22일 : 미래창조과학부 산하 (재)한국이산화탄소포집및처리연구개발센터 설립
- 2012년 1월 11일 : (재)한국이산화탄소포집및처리연구개발센터 개소
- 2012년 6월 1일 : Korea CCS 2020 사업 1단계 2차년도 사업 착수 (연구기간 : '12.06.01~'13.05.31, 12개월)

## CCS 기술의 정의
- CO2를 대량발생원으로부터 포집한 후 압축·수송 과정을 거쳐 육상 또는 해양지중에 안전하게 저장하거나 유용물질로 전환하는 일련의 기술
- CCS 기술 개념도

## Korea CCS 2020 사업
사업목표
- Korea CCS 2020 사업의 성공을 위해 CO2 포집, 저장, 전환 3대 기술 분야별 목표를 수립하고 이를 실현하기 위해 세부기술개발을 추진

사업개요
- 사업기간 : 2011년 11월 1일 ~ 2020년 5월 31일(약 9년)
- 예산 : 총 1,727억원
- 지원과제 : 55개 세부과제 ('13년 기준)
- 연구기관 : 한국에너지기술연구원, 한국화학연구원, 한국과학기술연구원, 서울대학교, 고려대학교, 연세대학교, 한국과학기술원, Univ. of Texas, Univ. of California 등 산·학·연 42개 기관
- 참여연구원 : 석·박사 등 600여명

## 주요 기능과 역할
Korea CCS 2020 사업 수행
- 혁신적 CCS 원천기술 개발

- 3세대 CO2 포집원천기술 4종 이상 확보
- 국내최초 1만톤급 CO2 포집-수송-저장 통합 기술실증 및 핵심기술 확보
- 대량배출원에 적용가능한 CO2 전환 원천기술 2개 이상 개발

CCS 기반구축
- CCS 기술 정책 싱크탱크

- R&D 정책 및 연구기획
- R&D 포트폴리오 수립
- CCS 대중수용성 제고
- CCS 법제도 정비
- CCS 국제협력을 통한 네트워크 구축

- R&D 기획 및 성과관리

- Moving target을 통한 R&D 기획
- 핵심요소기술 Spin-off 및 기술 이전을 통해 사업화 추진
- 기술신탁제도 운영을 통한 성과확산

- CCS 기술정보 교류거점

- CCS 전문교육 프로그램 개발 및 운영
- 국내외 CCS 연구개발 및 정책동향 분석 정보 제공
- Annual Korea CCS Conference 개최를 통한 연구 역량 결집

## 조직

### 센터장
- 기획평가위원회
- 지식재산권전략위원회
- 대외협력위원회
- 국제자문단

#### 본부장
- 정책기획·기반조성팀

##### 연구개발지원실
- 연구기획팀
- 행정팀

## 같이 보기
- 한국이산화탄소포집및저장협회